# 波爾多CAPC當代藝術美術館

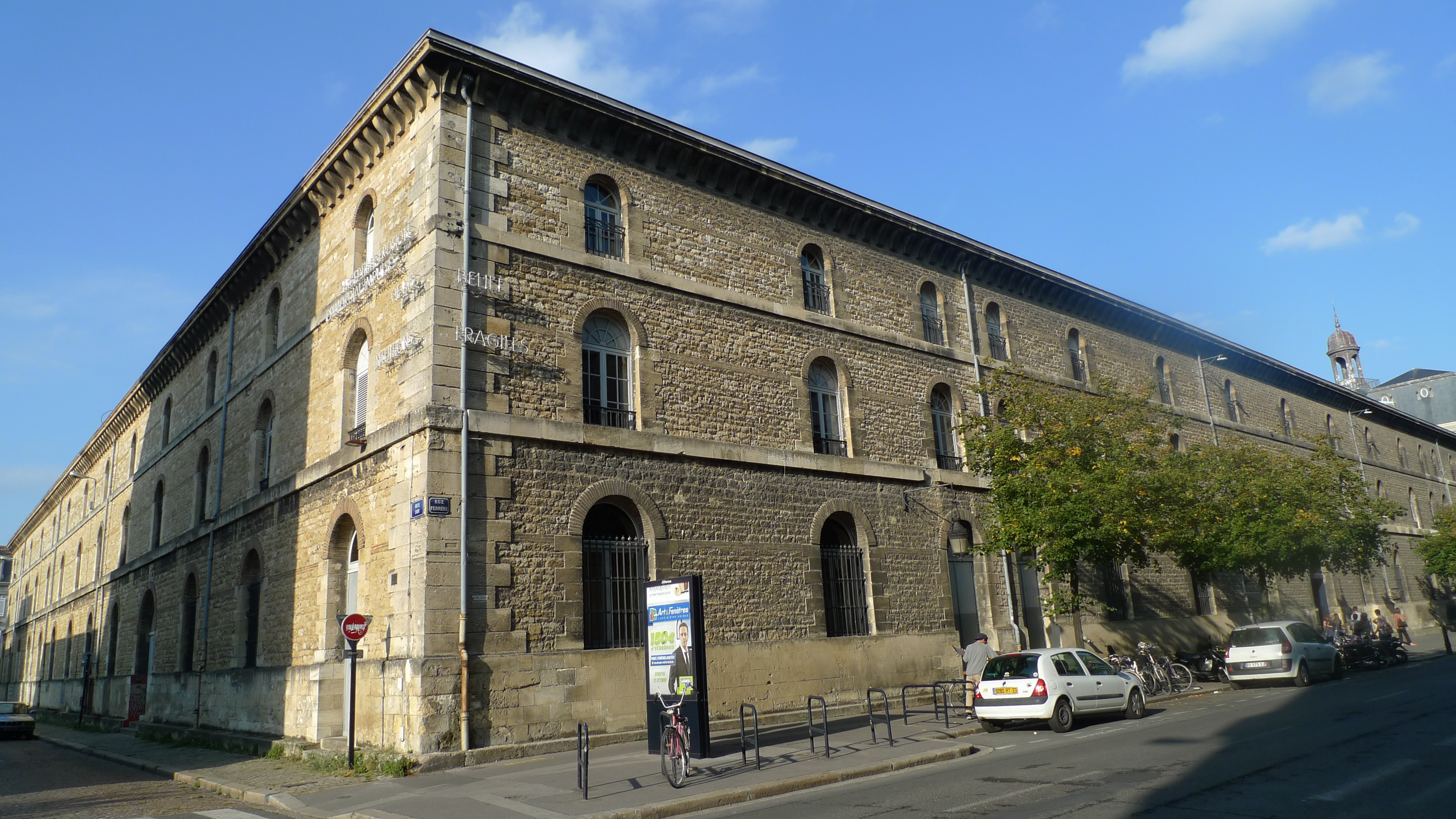
波爾多CAPC當代藝術美術館

波爾多CAPC當代藝術美術館（CAPC musée d'art contemporain de Bordeaux）是位於法國城市波爾多的一座當代藝術的美術館，創建於1973年。